# آندره فالکن
آندره فالکن (فرانسوی: André Falcon‎؛ ۲۸ نوامبر ۱۹۲۴ – ۲۲ ژوئیهٔ ۲۰۰۹) بازیگر اهل کشور فرانسه بود. وی بین سال‌های ۱۹۵۴ تا ۲۰۰۸ در بیش از صد فیلم بازی کرد.

## قسمتی از فیلمشناسی
- داستان‌هایی از کرونن (۱۹۹۵)
- سه مرد برای کشتن (۱۹۸۰)
- شتاب‌زده (۱۹۷۷)
- باند (۱۹۷۷)
- بورسالینو و شرکا. (۱۹۷۴)
- سینه‌های یخی (_۱۹۷۴)
- حکومت نظامی (۱۹۷۲)